# Scott Jordan (cầu thủ bóng đá)
Scott Douglas Jordan (sinh ngày 19 tháng 7 năm 1975 ở Newcastle upon Tyne, Anh) là một cựu cầu thủ bóng đá người Anh.
Jordan thi đấu cho York City khi họ đánh bại Manchester United 3-0 trên sân Old Trafford ở League Cup vào tháng 9 năm 1995. Ông cũng thi đấu lượt về tại Bootham Crescent, ghi bàn quyết định trong thất bại 1-3 giúp cho City vào vòng tiếp theo nhờ tổng tỉ số.